# 琉璃厂

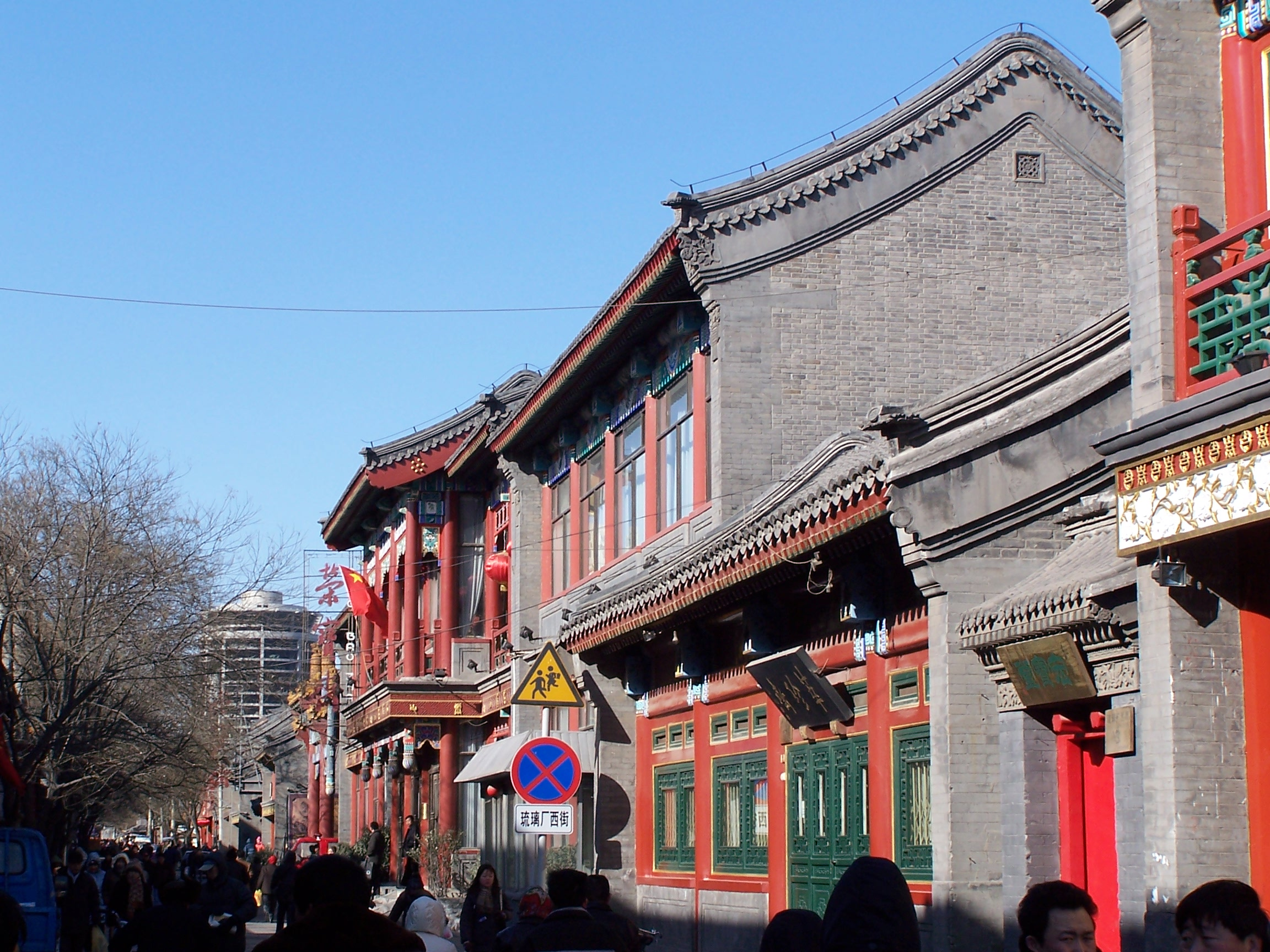
2005年春节厂甸庙会期间的北京琉璃厂

琉璃厂是北京市著名的传统文化商业街道之一，以经营古书字画、文房四宝、珠宝玉器而闻名。

## 地理位置
琉璃厂位于北京市西城区南部，为东西走向的街道，东起延寿寺街，西至南柳巷、北柳巷，全长约400米，宽约8米。1926年开辟南新华街后被分为东西两部分，1965年分别命名为琉璃厂东街、琉璃厂西街。

## 名字由来
元朝的时候这里开设了官窑，烧制琉璃瓦。自明代建设内城时，因为修建宫殿，就扩大了官窑的规模，琉璃厂成为当时朝廷工部的五大工厂之一。到明嘉靖三十二年修建外城后，这里变为城区，琉璃厂便不宜于在城里烧窑，而迁至现在的门头沟区的琉璃渠村，但“琉璃厂”的名字则保留下来，流传至今。

## 历史
琉璃厂所在地区在辽代形成村落，称为海王村。明朝永乐初年迁都北京后，在此地设立工部所属五大厂（神木厂，大木厂，黑窑厂，琉璃厂，台基厂）之一的琉璃厂，故改为今名。当时琉璃厂的范围北至内城护城河西河沿，南至今北京师范大学位置。厂中央有一条自北向南的水沟，为内城泄水沟，也是琉璃窑的废水排水沟。清朝《帝京岁时纪胜》记载“厂制东三门，西一门。街长里许，中有石桥。桥西北为公廨。东北门楼上为瞻云阁，即厂正门也。厂内官署、作坊、神祠以外，地基宏敞，树林茂密，浓荫万态，烟水一泓”。文中所称的“街”即为后来的琉璃厂大街。琉璃厂外的空地被称为“厂甸”，清朝初年将灯市由内城的灯市口移至此。
清朝定都北京后，将内城居民迁至外城。外地官员、举子从南方各省来京，多由外城广安门入城，就近居住于宣武门外一带，因此琉璃厂附近逐渐成为文人汇集之地，自发形成了古籍、书画、文物市场。此外琉璃厂内有土台，可以登高远眺，附近有金鱼池、孙公园等名胜，因此也成为外城游赏胜地之一。
乾隆年间，琉璃厂的各处琉璃窑被迁往西山门头沟，外城居民即以原琉璃厂所留空地和神祠为依托，逐渐形成集市。至编纂四库全书时，全国珍贵图书汇集北京，荐书者和编书者多居住于宣南（例如纪晓岚的阅微草堂即在琉璃厂南不远的珠市口大街），所以琉璃厂大街成为北京最大的图书古玩街市，附近空地则仍为庙会场所。每年正月初一至十六日，“雅至古书文物珍贵玩，俗至风车耍货糖葫芦，摊店相连，令人目不暇接”
1905年，清朝政府在琉璃厂建工艺品陈列所。1908年，在琉璃厂沟西建京师优级师范学堂，1910年建电话局，同时填沟筑路（民国后成为南新华街），均占用原琉璃厂之地。1917年，琉璃厂被规划为永久性商业街，在工艺品陈列所周围的厂甸地区修筑围墙，在墙内铺设草坪、建造喷泉，取名“海王村公园”，为带有园林风味的市场。
1937年七七事變日軍占领北平后，琉璃厂逐渐萧条。1950年代公私合营后，许多老店陆续消失。至1960年代，琉璃厂已经成为普通街道，仅保存了中国书店（邃雅斋）、荣宝斋等门市。1986年，北京市人民政府决定“恢复琉璃厂古文化街”，在琉璃厂东街和西街新建了一批仿古建筑，并将其划为步行街。厂甸庙会于1963年中断，2000年恢复举行。

## 商业特色

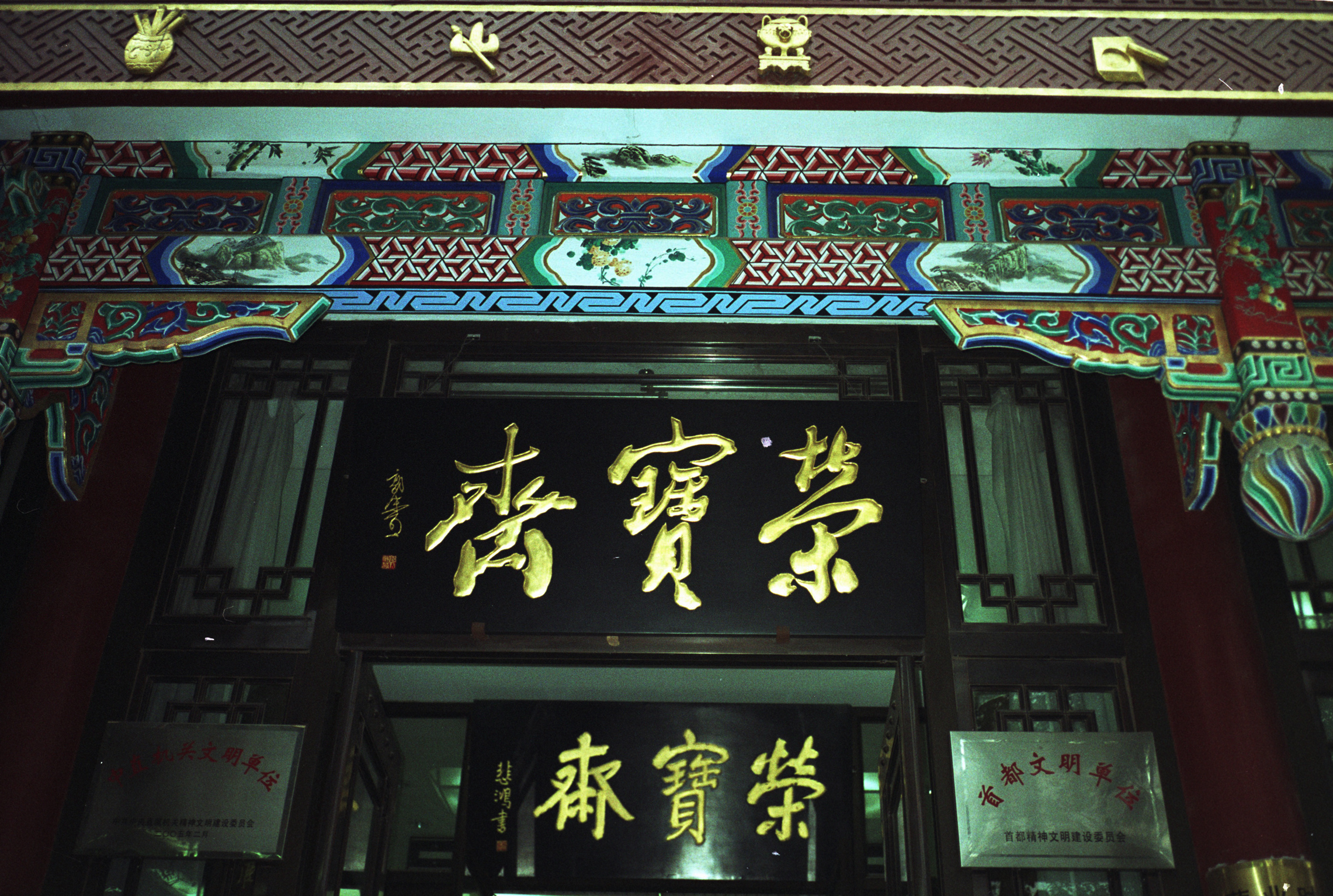
北京琉璃厂荣宝斋

琉璃厂自乾隆年间便开始经营图书（尤其是珍本、善本的古籍图书）、字画、古玩、碑帖、金石、文房四宝。自清末至民国时期，主要的书店有二酉堂、带草堂、宝田堂、翰文斋、邃雅斋、富晋书社、来薰阁、肄雅堂、会文堂、翰文斋、松筠阁、文奎堂、修经堂、文禄堂、通学斋、藻玉堂、文殿阁等；字画店有荣宝斋、宝古斋、槐荫山房、古艺斋、瑞成斋；碑帖金石店有观复斋、庆云堂、萃文阁；文房四宝店有来薰阁、一得阁、复砚斋、悦雅堂等；古玩店有韵古斋、萃珍斋、震云阁等。

## 其他
《鲁迅日记》中，曾将琉璃厂写作“留黎厂”。

## 图库

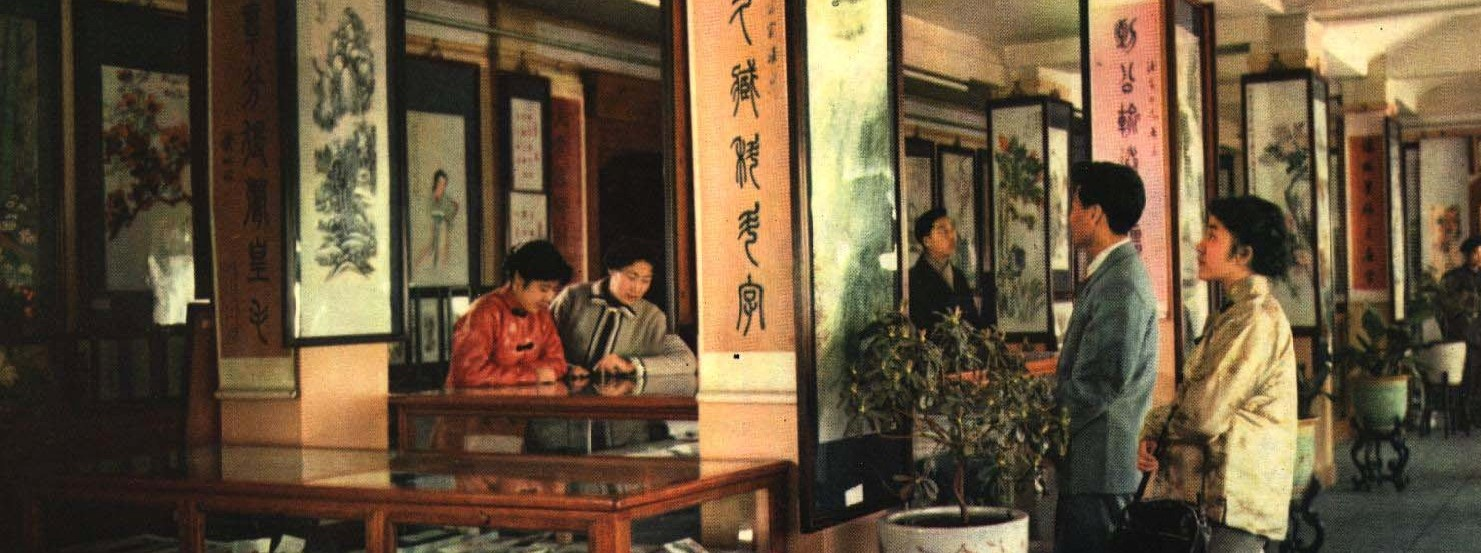
1962年 北京 琉璃厂
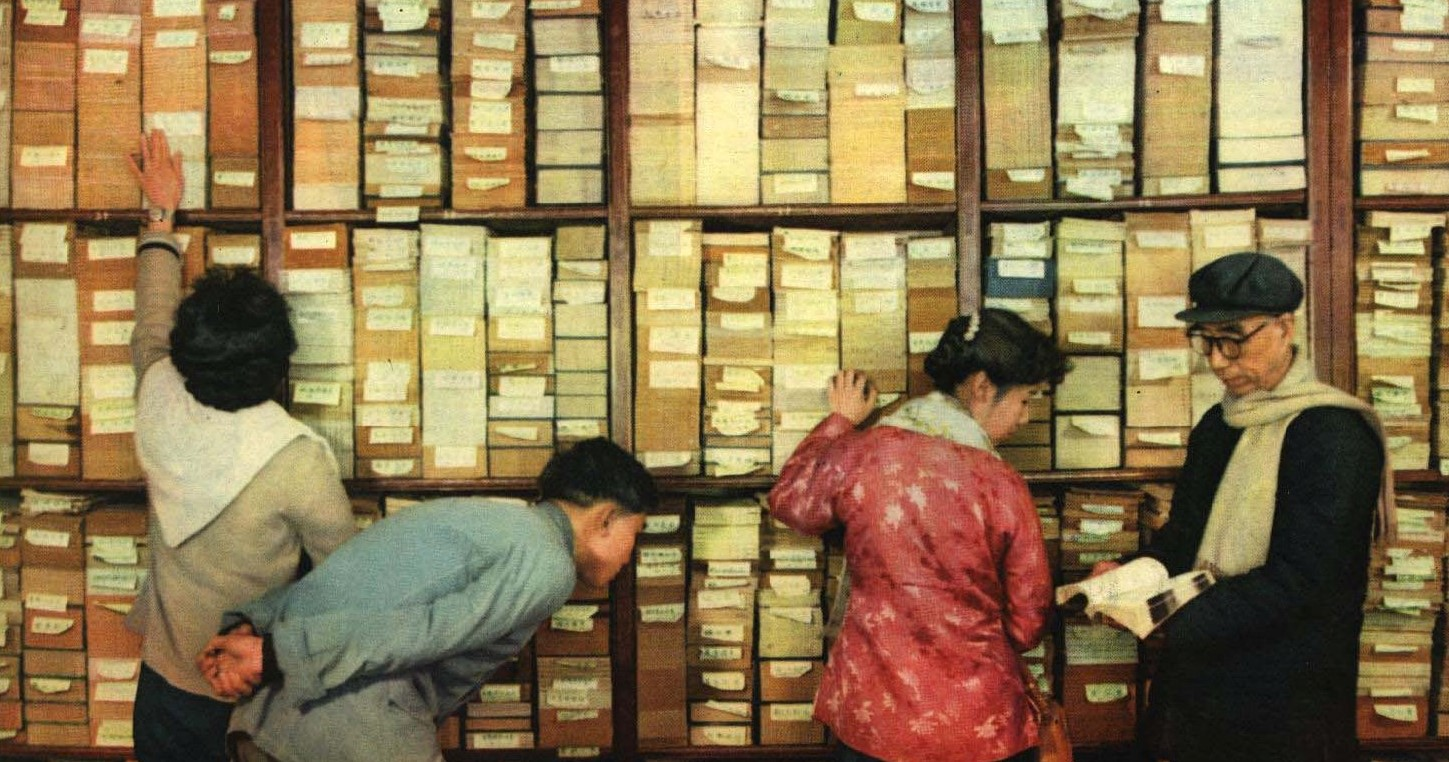
1962年 北京 琉璃厂来熏阁
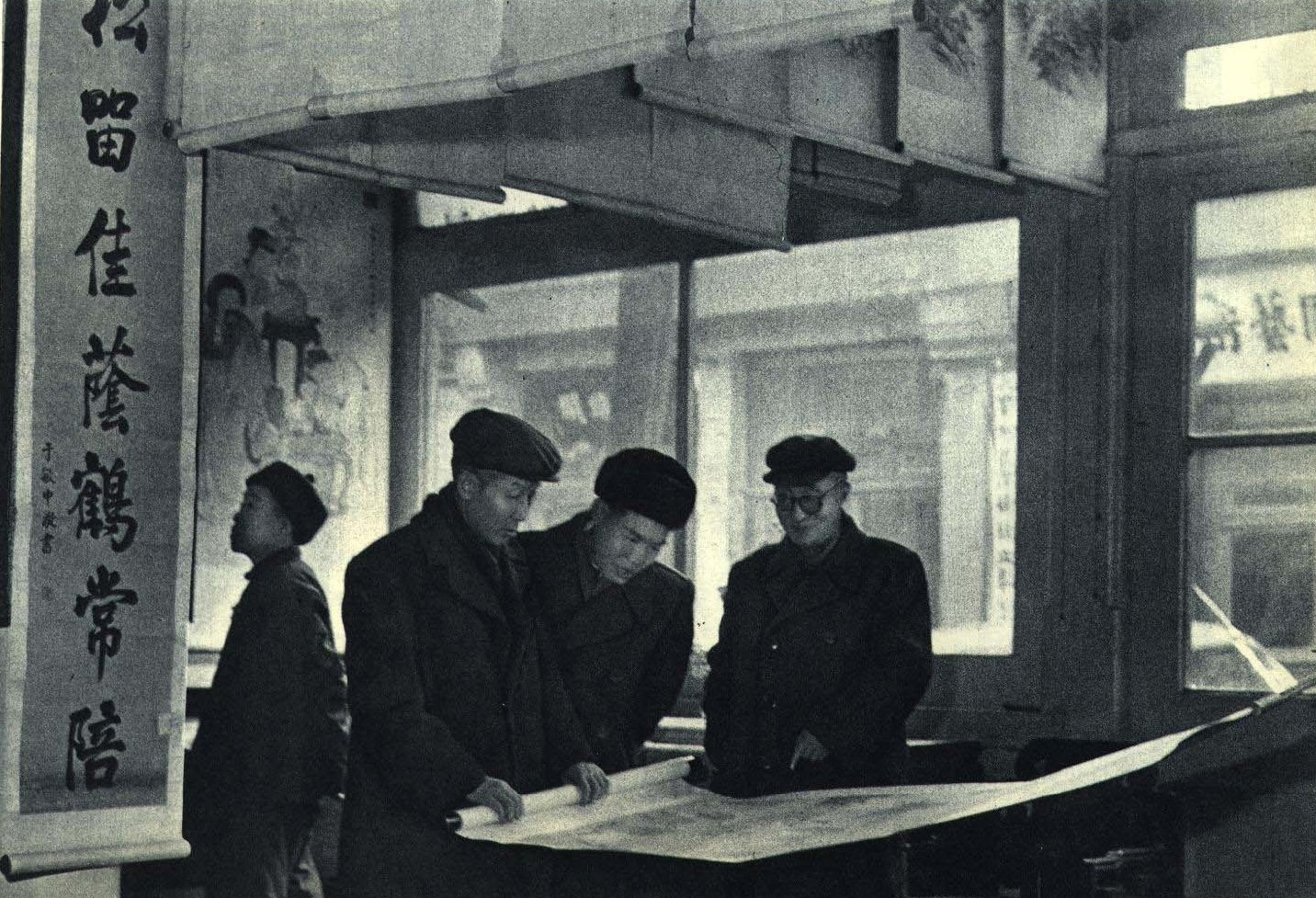
1962年 北京 琉璃厂 古宝斋
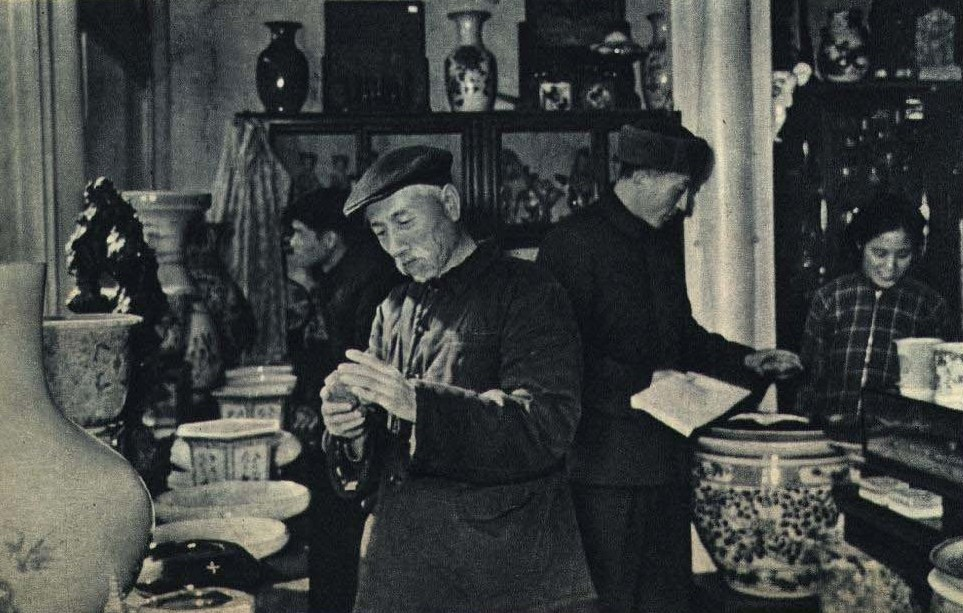
1962年 北京 琉璃厂 翠珍斋
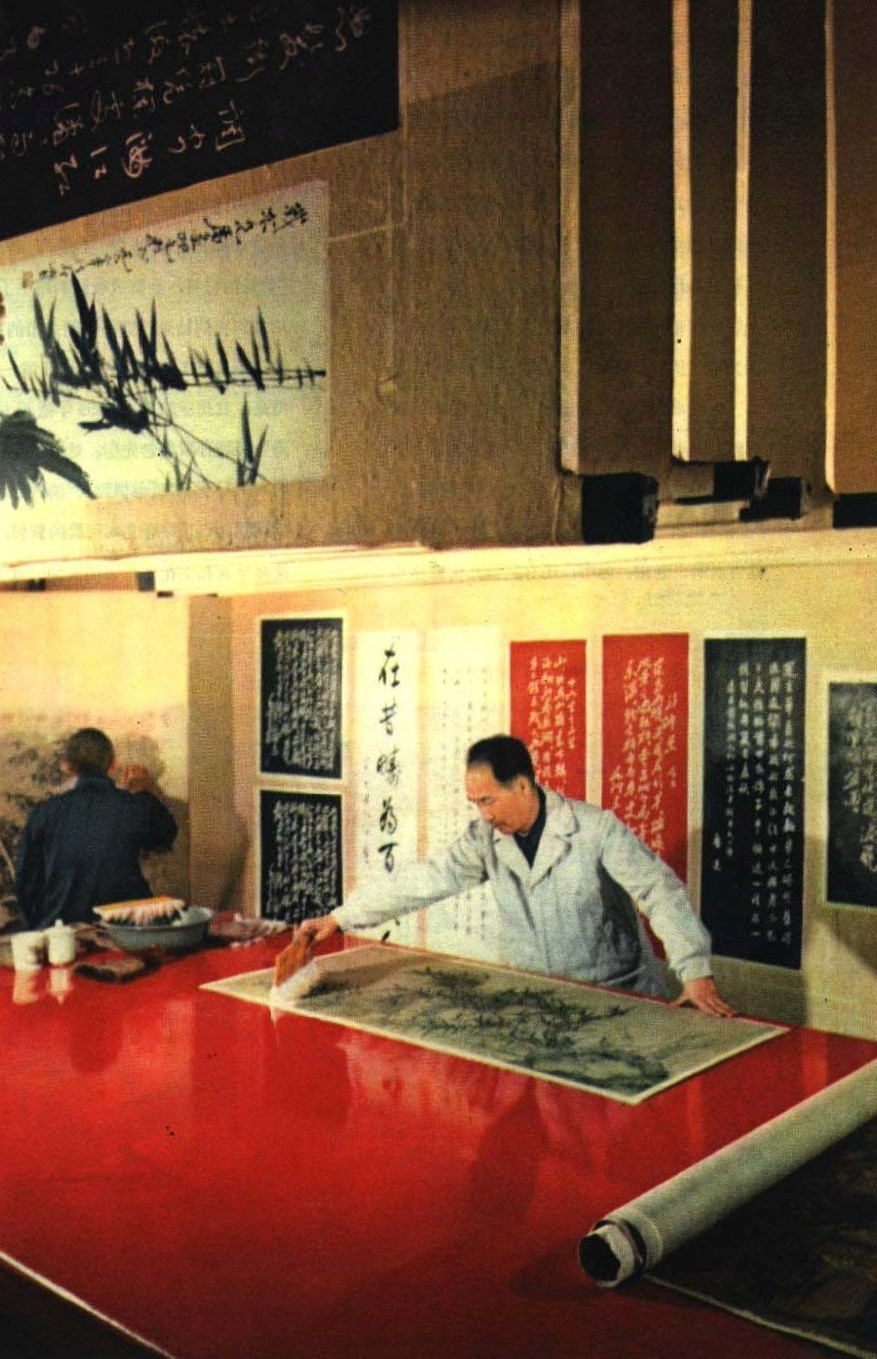
1962年 北京 琉璃厂 装裱字画